# Renée Bordereau
Renée Bordereau sobrenomenada l'Angevina (Soulaines-sur-Aubance (Maine i Loira), 1776 – 1822 a Vezins (Maine i Loira), 1822), va ser una dona francesa que va seguir el seu pare, es va disfressar d'home i va lluitar com a cavaller reialista a les tropes de Charles de Bonchamps durant la revolta de La Vendée contra la Revolució Francesa (el 1793) i va participar en quasi totes les batalles de la guerra.

## Biografia
Filla d'una família de pagesos acomodats i educada dins dels principis legitimistes i religiosos que professaven els seus pares, va participar de l'entusiasme i exaltació que va dominar la Vendée i van exacerbar més encara els excessos que van cometre els republicans a Anjou i Nantes el 1793. Després d'haver vist morir 42 parents seus en la revolta dels vendeans, va resoldre consagrar la seva vida a la defensa de la causa realista, i vestint-se d'home, es va incorporar a l'exèrcit amb el nom de 'Langevin', agafant plaça en un regiment de cavalleria. El valor extraordinari del qual va donar proves en les circumstàncies més perilloses, va ser causa que se li poses el malnom de brau Langevin.
Després de la dispersió de l'exèrcit realista ocorreguda al Mans, va continuar combatent al capdavant d'alguns soldats i guerrillers que l'obeïen com al seu capità, i va arribar a alliberar diversos presoners que li devien la vida. Va assistir a més de cent combats, rebent diverses ferides, i se'l considerava com un dels genets més llançats de l'exèrcit realista.
No va deposar les armes fins a la completa pacificació del país, retirant-se llavors a casa seva, on va ser presa al poc temps, i tancada al Mont-Saint-Michel, no recobrant la llibertat fins a la restauració.
El 1814 va ser presentada a Lluís XVIII pel marquès de la Rochejacquelein i després va exercir un important paper en els moviments realistes de 1815, figurant a l'exèrcit de la Rochejacquelein. Va obtenir del rei una pensió, i va acabar els seus dies al seu país natal després d'haver publicat, a prec dels senyors de Chastellux i de la Rochejacquelein, unes interessants Mémoires de Renée Bordereau, dite Langevin, touchant à sa vie militaire dans la Vendée (París, 1814), dedicades al rei.